# Aarsele

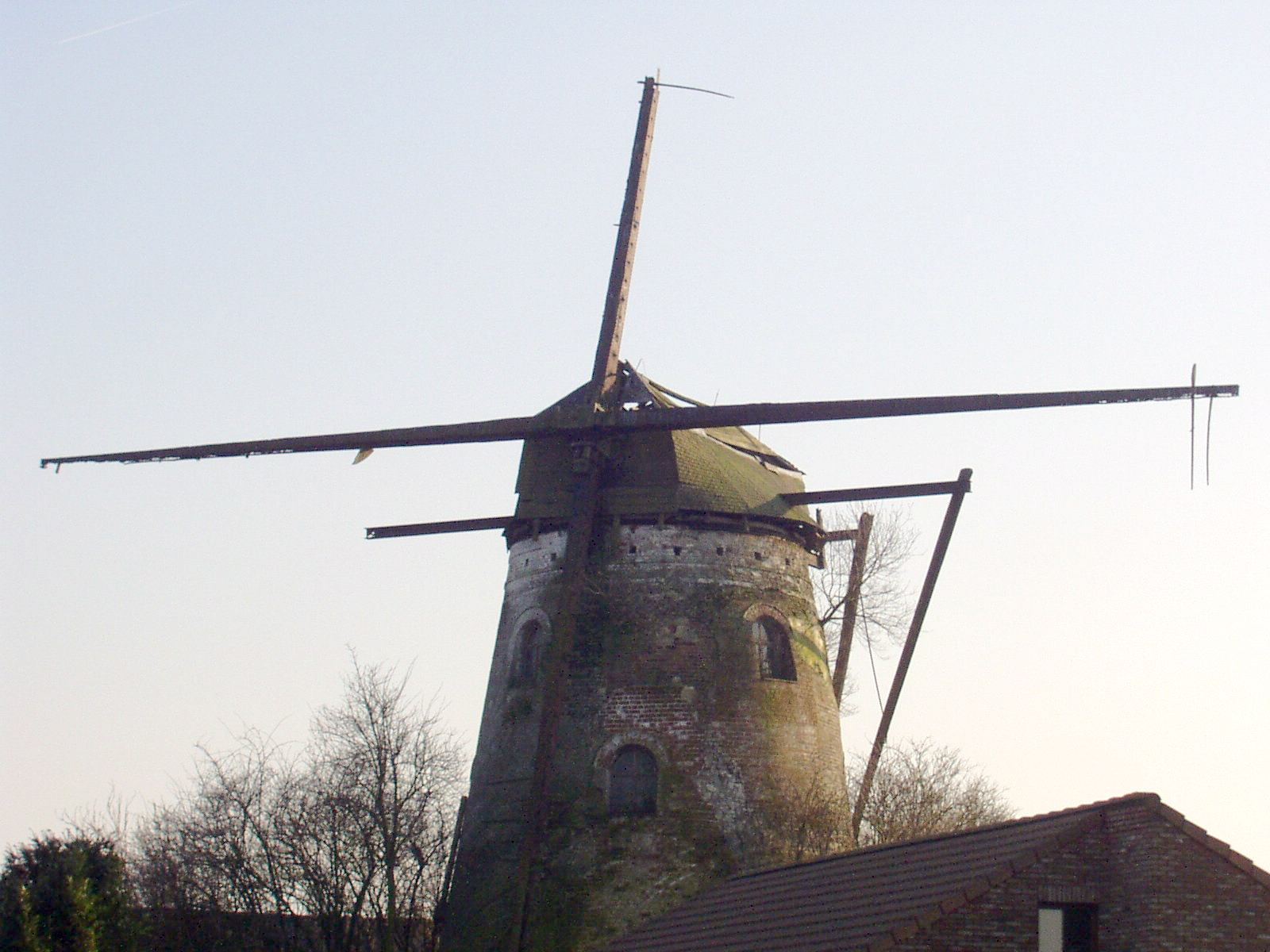
Delmerensmolen

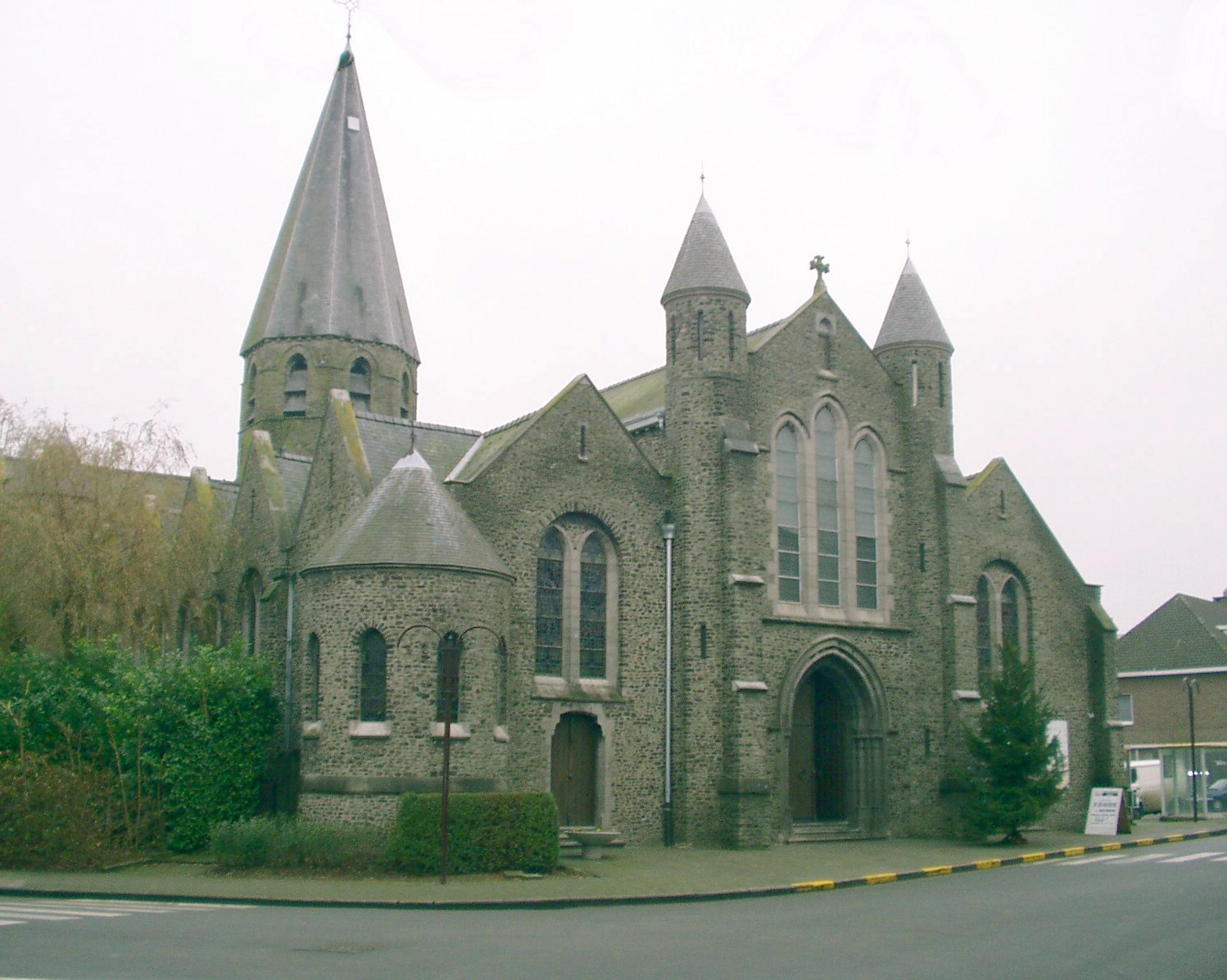
Sint-Martinuskerk

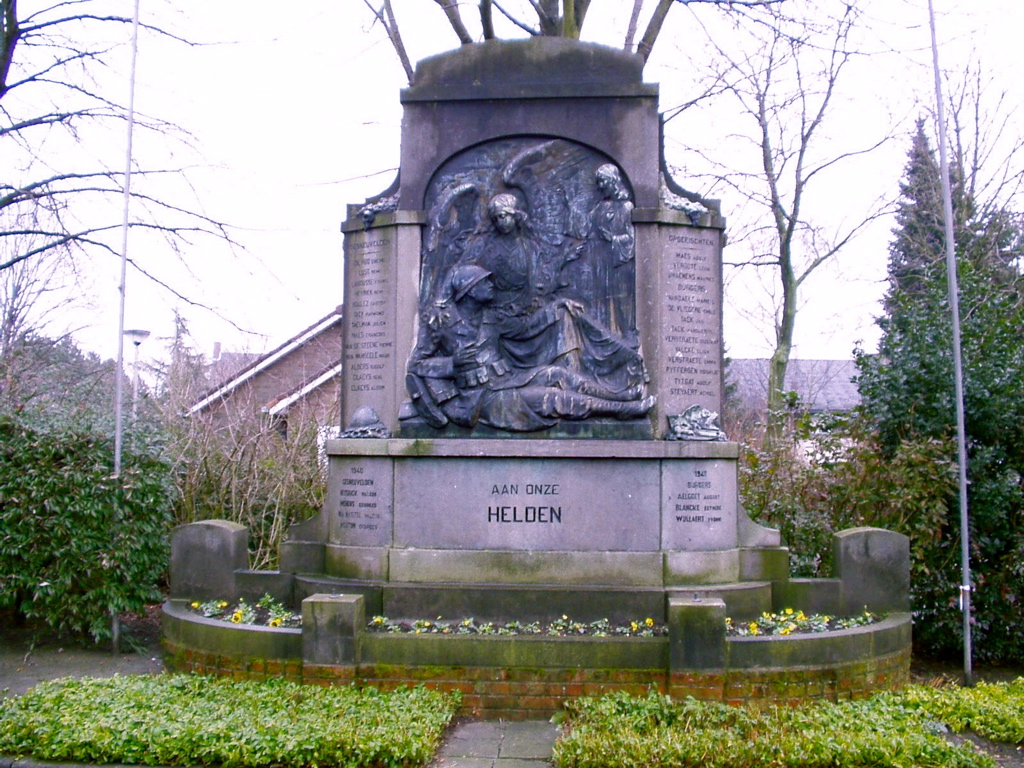
Eerbetoon gesneuvelden WO II

Aarsele is een dorp in de Belgische provincie West-Vlaanderen en een deelgemeente van de stad Tielt. Een inwoner van Aarsele wordt een Aarselenaar genoemd. Aarsele was een zelfstandige gemeente tot aan de gemeentelijke herindeling van 1977.

## Geschiedenis
De oudste vermelding van Aarsele in de bronnen dateert uit 1038 en luidt Arcela, een Germaanse samenstelling van arda (=weide) en sali (=kamer, woning bestaande uit één ruimte).
Tijdens het ancien régime was Aarsele, binnen de Kasselrij Kortrijk ressorterend onder de Roede van Tielt, erg versnipperd in verschillende heerlijkheden, zoals Donsegem en Hogenhove, maar ook in kerkelijke lenen, toebehorende aan de abdijen van Lobbes en van Baudelo en Sint-Baafs in Gent. Veruit de voornaamste heerlijkheid was echter Gruuthuse, waar 12 achterlenen van afhingen.
Gelegen op de baan van Gent naar Tielt, ontsnapte Aarsele niet aan plunderingen. Zo werd de gemeente in 1580 verwoest door de geuzen. Ook tijdens de zeventiende eeuw bleef men er niet gespaard, zo onder meer in 1646 en later in 1690, wanneer de Franse legers er brand en verwoesting zaaiden. Tussen die twee data in, in 1666, werd Aarsele door de pest getroffen.
In 1829 bracht koning Willem I de gemeente een bezoek.
Op 2 oktober 1971 stortte een in Londen opgestegen vliegtuig van British European Airways met bestemming Salzburg neer in Aarsele. Bij de ramp kwamen alle 63 bemanningsleden en passagiers om het leven.

## Bezienswaardigheden
- De Delmerensmolen, ook Termotemolen genoemd, is een geklasseerde graan- en oliemolen uit 1897, maar buiten gebruik sinds 1956.
- De Sint-Martinuskerk met geklasseerde vieringtoren

## Natuur en landschap
Aarsele ligt in Zandlemig Vlaanderen op het Plateau van Tielt. De hoogte varieert van 12 tot 39 meter, waarbij de dorpskom op ruim 30 meter hoogte ligt op een cuestarug die hier begint en doorloopt tot Koolskamp. Hierdoor ligt Aarsele op een waterscheiding. De Speibeek voert het water naar het zuiden af, via de Oude Mandelbeek. De Reigerbeek voert het water naar het noordoosten af, via de Poekebeek.

## Demografische ontwikkeling
- Bronnen:NIS, Opm:1831 tot en met 1970=volkstellingen; 1976 = inwoneraantal op 31 december

## Trivia
- Op 2 oktober 1971 stortte British European Airways-vlucht 706 neer in Aarsele. Alle 63 inzittenden kwamen om het leven (zie Vliegtuigcrash te Aarsele) en (British European Airways Flight 706).

## Bekende personen uit Aarsele
- Albert De Clerck (1914 - 1974), advocaat, politicus en bestuurder
- Roger Decock (1927 - 2020), wielrenner, winnaar van Ronde Van Vlaanderen (1952), Parijs-Nice (1951), Scheldeprijs (1954)

## Nabijgelegen kernen
Kanegem, Tielt, Dentergem, Wontergem, Zeveren, Vinkt

## Voetnoten
1. ↑  VRTtaal.net - Aarsele
2. ↑  (en) Accident description. Aviation Safety Network. Gearchiveerd op 12 augustus 2016. Geraadpleegd op 7 augustus 2016.

Deelgemeenten: Aarsele · Kanegem · Meulebeke · Schuiferskapelle · Tielt

Overige dorpen en gehuchten: Haantjeshoek · Marialoop · De Paanders · 't Veld

Belgische gemeenten · Arrondissement Tielt · West-Vlaanderen · Vlaanderen